# Nederlandse kampioenschappen schaatsen afstanden 2013 - 1500 meter vrouwen
De 1500 meter vrouwen op de Nederlandse kampioenschappen schaatsen afstanden 2013 werd gehouden op vrijdag 9 november 2012 in ijsstadion Thialf te Heerenveen, er namen 24 vrouwen deel.
Titelverdedigster was Ireen Wüst die de titel pakte tijdens de NK afstanden 2012. Er waren vijf startplaatsen te verdienen voor de wereldbeker schaatsen 2012/2013. Er waren geen beschermde statussen. Zodoende waren de eerste vijf rijdsters zeker van een startplaats bij de Wereldbeker schaatsen 2012/2013 - 1500 meter vrouwen bij de eerste drie wedstrijden. Het lukte Ireen Wüst om haar titel behouden.

## Statistieken

### Uitslag
| #      | Schaatser              | Ploeg                   | tijd    |
| ------ | ---------------------- | ----------------------- | ------- |
| Goud   | Ireen Wüst             | TVM                     | 1.57,11 |
| Zilver | Lotte van Beek         | Team Van Veen           | 1.57,46 |
| Brons  | Marrit Leenstra        | Team Van Veen           | 1.58,33 |
| 4      | Marije Joling          | Team Corendon           | 1.58,68 |
| 5      | Linda de Vries         | TVM                     | 1.59,08 |
| 6      | Laurine van Riessen    | Danone Activia          | 1.59,13 |
| 7      | Antoinette de Jong     | Jong Oranje             | 1.59,36 |
| 8      | Irene Schouten         | Project 2018            | 2.01,22 |
| 9      | Annouk van der Weijden | Team Corendon           | 2.01,33 |
| 10     | Janneke Ensing         | Team Liga               | 2.01,61 |
| 11     | Reina Anema            | Jong Oranje             | 2.01,82 |
| 12     | Jorien Voorhuis        | Team Corendon           | 2.01,95 |
| 13     | Carla Zielman          | CENNED                  | 2.01,98 |
| 14     | Annette Gerritsen      | Danone Activia          | 2.02,00 |
| 15     | Letitia de Jong        | Team Anker              | 2.02,31 |
| 16     | Marit Dekker           | Team Anker              | 2.02,35 |
| 17     | Mariska Huisman        | Project 2018            | 2.02,70 |
| 18     | Yvonne Nauta           | Team Liga               | 2.02,84 |
| 19     | Manon Kamminga         | Team Liga               | 2.02,89 |
| 20     | Roxanne van Hemert     | Team Corendon           | 2.03,76 |
| 21     | Miranda Dekker         | Team Anker              | 2.04,48 |
| 22     | Elma de Vries          | MKBasics.nl             | 2.04,75 |
| 23     | Rianne Hadders         | Topteam Noord-Nederland | 2.05,23 |
| DQ     | Diane Valkenburg       | Danone Activia          | DQ      |

DQ = gediskwalificeerd

### Loting
| Rit | Binnenbaan         | Buitenbaan             |
| --- | ------------------ | ---------------------- |
| 1   | Elma de Vries      | Rianne Hadders         |
| 2   | Mariska Huisman    | Miranda Dekker         |
| 3   | Manon Kamminga     | Marit Dekker           |
| 4   | Irene Schouten     | Letitia de Jong        |
| 5   | Yvonne Nauta       | Carla Zielman          |
| 6   | Lotte van Beek     | Laurine van Riessen    |
| 7   | Reina Anema        | Annette Gerritsen      |
| 8   | Roxanne van Hemert | Janneke Ensing         |
| 9   | Linda de Vries     | Jorien Voorhuis        |
| 10  | Ireen Wüst         | Annouk van der Weijden |
| 11  | Diane Valkenburg   | Marrit Leenstra        |
| 12  | Antoinette de Jong | Marije Joling          |

1987 · 
1988 · 
1989 · 
1990 · 
1991 · 
1992 · 
1993 · 
1994 · 
1995 · 
1996 · 
1997 · 
1998 · 
1999 · 
2000 · 
2001 · 
2002 · 
2003 · 
2004 · 
2005 · 
2006 · 
2007 · 
2008 · 
2009 · 
2010 · 
2011 · 
2012 · 
2013 · 
2014 · 
2015 · 
2016 · 
2017 · 
2018 · 
2019 · 
2020 · 
2021 · 
2022 · 
2023 · 
2024 · 
2025